# Theatinusok temploma (München)
A Thienei Szent Kajetánnak szentelt templom eredete egy fogadalmon alapszik, amelyet Henrietta Adelheid savoyai hercegnő (1636–1676), Ferdinánd Mária bajor választófejedelem hitvese tett 1659-ben, amelynek értelmében a trónörökös megszületését akarta egy udvari templom építésével meghálálni. Ez egyben a theatinus szerzetesek rendi temploma is lett volna. A templom a müncheni Theatinerstraße 22. szám alatt található.
Miksa Emánuel trónörökös herceg megszületése után Agostino Barelli olasz építész kapta meg Ferdinand Máriától a megbízást, amely minden eddigit elhomályosító templom építésre szólt. A templom alapkövét 1663-ban fektették le. Mintája a római Sant’Andrea della Valle bazilika volt.
1675-ben szentelték fel. Ez lett az első olasz késő barokk stílusú templom, amelyet az Alpoktól északra építettek fel. Felszentelése után udvari templomi funkciót is betöltött, kriptája a Wittelsbach-ház egyik fontos temetkezőhelye lett (a Miasszonyunk-temploma (Frauenkirche) mellett). A korabeli szokások szerint az elhunytaknak csak a testét helyezték el a kriptában, szívüket máshol, általában a Altöttingi kegykápolnába, külön szívurnákba tették. Jelenleg (2012) a kriptában a Wittelsbach uralkodócsalád 47 tagja nyugszik, köztük több bajor választófejedelem és király.

## Külső hivatkozások
- A dominikánusok honlapja a theatinusok templománál (németül)
- muenchen.de: Theatinerkirche (németül)
- Fényképgaléria a templomról/ ill. a dominikánusok rendházáról (németül)